# Edgar Ugalde Álvarez
Edgar Ugalde Álvarez es un político costarricense. Viceministro de Relaciones Exteriores y Culto de la República de Costa Rica en la administración del presidente Óscar Arias Sánchez (2006-2010) y Agente de Costa Rica ante la Corte Internacional de Justicia (CIJ) con sede en La Haya, Países Bajos, en el litigio entre Costa Rica y Nicaragua por Delimitación Marítima en el Océano Pacífico y en el Mar Caribe, como también lo fue en los casos Derechos de Navegación y derechos conexos sobre el Río San Juan (2005-2009), Ciertas Actividades de Nicaragua en la Zona Fronteriza entre Costa Rica y Nicaragua (2010-2015) y Construcción de un Camino en Costa Rica a lo largo del Río San Juan entre Nicaragua y Costa Rica (2011-2015). Estos dos últimos casos resueltos el 16 de diciembre de 2015.

## Biografía
Nació en el distrito de Florencia, en el cantón de San Carlos, El señor es casado, padre de dos hijos y una hija, estudió derecho en la Universidad de Costa Rica y posteriormente obtuvo un Posgrado en Derecho Internacional Público y Privado en la Universidad libre de Bruselas, período durante el cual fue alumno de grandes pensadores del Derecho Internacional como Phillippe Cahier.
Ha ocupado diversos cargos como Embajador de Costa Rica en países como Bélgica, los Países Bajos, Colombia y Nicaragua, este último durante el período 1994-2001, en el cual se requirió de su innegable don de gentes y habilidad diplomática, para evitar la escalada de tensiones que se produjo entre los gobiernos de Arnoldo Alemán en Nicaragua y el de Miguel Ángel Rodríguez en Costa Rica.
De igual manera fue Representante Permanente de Costa Rica ante la Organización de los Estados Americanos (OEA) con sede en Washington D. C., en el período 2011-2014. Durante su gestión realizó una incansable labor en defensa de la Comisión Interamericana de Derechos Humanos y la Relatoría Especial para la Libertad de Expresión.
Ha sido diputado por el Partido Liberación Nacional en dos ocasiones (1982-1986, 1990-1994) posición desde la cual abogó entre muchas otras cosas, por la convocatoria a una Asamblea Constituyente. 
Aunque ha estudiado y laborado gran parte de su vida fuera de su país, su reside el cantón de San Carlos. Ganador del Premio Manuel María de Peralta 2011.